# Вершацы
Ве́ршацы (укр. Вершаці) — село в Чигиринском районе Черкасской области Украины.
Население по переписи 2001 года составляло 865 человек. Занимает площадь 2,6 км². Почтовый индекс — 20943. Телефонный код — 4730.
Через село протекает река Ирклей.

## Местный совет
20943, Черкасская обл., Чигиринский р-н, с. Вершацы